# Termitotrox vanbruggeni
Termitotrox vanbruggeni (лат.) — вид термитофильных пластинчатоусых жуков из подсемейства Termitotroginae. Ареал: Африка (Кения).

## Описание
Красновато-коричневые мелкие безглазые и бескрылые жуки. Длина тела около 3 мм (крупнейший вид своего рода). Максимальная длина головы 0,95 мм; медиальная спинная длина пронотума 1,25 мм, максимальная ширина 1,15 мм. Длина надкрылий 1,50 мм, максимальная ширина 1,20 мм. От близких видов отличается двумя валиками в основании пронотума (срединным и парамедианным), двумя внешними зубчиками на передних голенях, одним верхне-внутренним зубчиком, соединёнными у основания 1 и 2 бороздками надкрылий. Усики 9-члениковые. 3-члениковая булава усиков желтовато-коричневая. Переднеспинка красновато-коричневая и уже чем надкрылья; несёт почти симметричный рисунок из примерно 9 продольных валиков (рёбер): срединный, парамедианный (paramedian), боковой, сублатеральный и маргинальный. Пронотум с выемкой посередине и плоским роговидным выступом (в задней части), направленным назад. Бёдра и тазики расширенные, лапки короткие. Надкрылья выпуклые, бороздчатые. Лапки 5-члениковые с простыми парными коготами. Брюшко с 5 стернитами. Предположительно, живут в грибных садах в термитниках представителей семейства Termitidae (Isoptera).
Вид Termitotrox vanbruggeni был впервые описан в 2008 году по материалам из Африки в ходе родовой ревизии голландским энтомологом Яном Криккеном (Jan Krikken; National Museum of Natural History Naturalis, Лейден, Нидерланды). Вид назван в честь голландского зоолога А. ван Брюггена (Dr A. C. van Bruggen; Лейден, Нидерланды), крупного специалиста по наземной малакофауне Африки.